# Kurt Jaworski
Kurt Jaworski (* 4. August 1938 in Meseritz; † 7. Juli 2014 in Berlin) war deutscher Manager und Sachbuchautor. Er war der Generaldirektor der Mitteleuropäischen Schlaf- und Speisewagengesellschaft (Mitropa) in der DDR.

## Veröffentlichungen
- Der Hotelverführer – die spannendsten Hotels der Welt
- Die verrücktesten Hotels der Welt